# Szwecja na Zimowych Igrzyskach Olimpijskich 1998
Szwecję na Zimowych Igrzyskach Olimpijskich 1998 reprezentowało 99 zawodników. Był to osiemnasty start Szwecji na zimowych igrzyskach olimpijskich.

## Zdobyte medale
| Medal  | Zawodnik                                                                               | Dyscyplina sportowa   | Konkurencja                    |
| ------ | -------------------------------------------------------------------------------------- | --------------------- | ------------------------------ |
| Srebro | Pernilla Wiberg                                                                        | Narciarstwo alpejskie | Zjazd kobiet                   |
| Srebro | Niklas Jonsson                                                                         | Biegi narciarskie     | 50 km stylem dowolnym mężczyzn |
| Brąz   | Elisabet Gustafson Margaretha Lindahl Louise Marmont Katarina Nyberg Elisabeth Persson | Curling               | Kobiety                        |

## Wyniki reprezentantów Szwecji

### Biathlon
Mężczyźni
- Fredrik Kuoppa

sprint - 21. miejsce
bieg indywidualny - 39. miejsce
- Mikael Löfgren

sprint - 25. miejsce
bieg indywidualny - 20. miejsce
- Mikael Löfgren
Jonas Eriksson
Tord Wiksten
Fredrik Kuoppa

sztafeta - 10. miejsce
Kobiety
- Kristina Brounéus

sprint - 50. miejsce
bieg indywidualny - 64. miejsce
- Magdalena Forsberg

sprint - 17. miejsce
bieg indywidualny - 14. miejsce
- Maria Schylander

sprint - 60. miejsce
bieg indywidualny - 49. miejsce
- Eva-Karin Westin

sprint - 51. miejsce
bieg indywidualny - 52. miejsce
- Maria Schylander
Magdalena Forsberg
Kristina Brounéus
Eva-Karin Westin

sztafeta - 10. miejsce

### Biegi narciarskie
Mężczyźni
- Anders Bergström

30 km stylem klasycznym - 23. miejsce
- Per Elofsson

30 km stylem klasycznym - 10. miejsce
- Henrik Forsberg

10 km stylem klasycznym - 56. miejsce
Bieg łączony - 31. miejsce
30 km stylem klasycznym - 25. miejsce
50 km stylem dowolnym - DNF
- Mathias Fredriksson

50 km stylem dowolnym - 20. miejsce
- Niklas Jonsson

10 km stylem klasycznym - 25. miejsce
Bieg łączony - 10. miejsce
50 km stylem dowolnym - 
- Torgny Mogren

50 km stylem dowolnym - 34. miejsce
- Mathias Fredriksson
Niklas Jonsson
Per Elofsson
Henrik Forsberg

sztafeta - 4. miejsce
Kobiety
- Elin Ek

5 km stylem klasycznym - 43. miejsce
15 km stylem klasycznym - 35. miejsce
- Anette Fanqvist

30 km stylem dowolnym - 37. miejsce
- Antonina Ordina

5 km stylem klasycznym - 24. miejsce
Bieg łączony - 19. miejsce
15 km stylem klasycznym - 19. miejsce
30 km stylem dowolnym - 11. miejsce
- Karin Säterkvist

5 km stylem klasycznym - 36. miejsce
Bieg łączony - 28. miejsce
15 km stylem klasycznym - 25. miejsce
30 km stylem dowolnym - 45. miejsce
- Antonina Ordina
Anette Fanqvist
Magdalena Forsberg
Karin Säterkvist

sztafeta - 8. miejsce

### Curling
Mężczyźni
- Peja Lindholm, Tomas Nordin, Magnus Swartling, Peter Narup, Marcus Feldt - 6. miejsce

Kobiety
- Elisabet Gustafson, Katarina Nyberg, Louise Marmont, Elisabeth Persson, Margaretha Lindahl -

### Hokej na lodzie
Mężczyźni
- Tommy Albelin, Daniel Alfredsson, Michael Andersson, Ulf Dahlén, Peter Forsberg, Andreas Johansson, Calle Johansson, Jörgen Jönsson, Patric Kjellberg, Nicklas Lidström, Mats Lindgren, Mattias Norström, Michael Nylander, Mattias Öhlund, Marcus Ragnarsson, Mikael Renberg, Tommy Salo, Ulf Samuelsson, Tomas Sandström, Mats Sundin, Niklas Sundström - 5. miejsce

Kobiety
- Annica Åhlén, Lotta Almblad, Gunilla Andersson, Kristina Bergstrand, Pernilla Burholm, Susanne Ceder, Ann-Louise Edstrand, Joa Elfsberg, Åsa Elfving, Anne Ferm, Lotta Göthesson, Linda Gustafsson, Malin Gustafsson, Erika Holst, Åsa Lidström, Ylva Lindberg, Christina Månsson, Pia Morelius, Maria Rooth, Therese Sjölander - 5. miejsce

### Łyżwiarstwo figurowe
Kobiety
- Helena Grundberg

solistki - 26. miejsce

### Narciarstwo alpejskie
Mężczyźni
- Patrik Järbyn

zjazd - 10. miejsce
supergigant - 6. miejsce
gigant - 21. miejsce
kombinacja - DNF
- Martin Hansson

gigant - DNF
slalom - DNF
- Fredrik Nyberg

supergigant - 10. miejsce
gigant - 10. miejsce
Kobiety
- Martina Fortkord

gigant - 14. miejsce
slalom - DNF
- Ylva Nowén

gigant - DNF
slalom - 12. miejsce
- Anna Ottosson

gigant - 7. miejsce
slalom - 10. miejsce
- Pernilla Wiberg

zjazd - 
supergigant - 14. miejsce
gigant - 11. miejsce
slalom - DNF
kombinacja - DNF

### Narciarstwo dowolne
Mężczyźni
- Roger Hållander

jazda po muldach - 22. miejsce
- Kurre Lansburgh

jazda po muldach - 9. miejsce
- Jesper Rönnbäck

jazda po muldach - 6. miejsce
- Patrik Sundberg

jazda po muldach - 14. miejsce
Kobiety
- Jenny Eidolf

jazda po muldach - 21. miejsce
- Marja Elfman

jazda po muldach - 12. miejsce
- Sara Kjellin

jazda po muldach - 14. miejsce
- Liselotte Johansson

skoki akrobatyczne - 18. miejsce

### Saneczkarstwo
Mężczyźni
- Mikael Holm

jedynki - 11. miejsce
- Anders Söderberg

jedynki - 21. miejsce
- Bengt Walden

jedynki - 19. miejsce
- Anders Söderberg
Bengt Walden

dwójki - 12. miejsce

### Short track
Mężczyźni
- Martin Johansson

500 m - 20. miejsce
1000 m - 12. miejsce

### Snowboard
Mężczyźni
- Ingemar Backman

halfpipe - 22. miejsce
- Stephen Copp

gigant - 18. miejsce
- Richard Richardsson

gigant - DNF
- Jacob Söderqvist

halfpipe - 6. miejsce
- Pontus Ståhlkloo

halfpipe - 18. miejsce
- Magnus Sterner

halfpipe - 23. miejsce
Kobiety
- Marie Birkl

gigant - 10. miejsce
- Anna Hellman

halfpipe - 23. miejsce
- Jenny Jonsson

halfpipe - 7. miejsce
- Jennie Waara

halfpipe - 8. miejsce